# Erri De Luca
Enrico De Luca, més conegut com a Erri De Luca (Nàpols, 20 de maig de 1950), és un escriptor i traductor italià.
Fou batejat Erri en honor del seu avi nord-americà, de nom Henry. El 1968, amb divuit anys, es va traslladar a Roma, on es va unir al moviment polític Lotta Continua -un grup autònom d'extrema esquerra-. Després tingué llocs de treball molt diferents, tant a Itàlia com a l'estranger: entre d'altres com a conductor de camions, treballador de la construcció o de la fàbrica d'automòbils Fiat. Més tard, l'any 1999, durant la guerra als territoris de l'ex-Iugoslàvia, tornà a fer de conductor, en aquest cas encarregant-se de combois d'ajuda humanitària.
Com a escriptor va publicar el seu primer llibre el 1989, quan ja tenia 39 anys: Non ora, non qui, en què narra la seva infantesa al Nàpols de postguerra, un espai al qual retornarà en diverses obres posteriors. A partir de 1993, les seves obres comencen a traduir-se i obté premis literaris com el France Culture per al llibre Aceto, arcobaleno, el Premi Laure Bataillon per Tre Cavalli o el Femina Etranger per Montedidio. El seu primer llibre traduït al català, en versió de Joan Francesc Mira, fou Pedres de volcà, l'any 1993.
És un escriptor prolífic: fins ara ha publicat més de 60 obres, entre narracions, poesia, assajos i obres de teatre. L'any 2009, el crític literari del Corriere della Sera, Giorgio De Rienzo, el considerà «l'escriptor del decenni» i destacà la profunditat de les seves narracions, contingudes sempre en «llibres prims».
Com a autodidacte, estudià diversos idiomes, com ara l'hebreu antic, i ha traduït alguns textos de la Bíblia, intentant ser fidel a l'original.
Erri De Luca és també reporter d'alguns periòdics: La Repubblica, Il Corriere Della Sera, Il Manifesto, L'Avvenire. A més de comentarista de temes d'actualitat, escriu sobre muntanyisme i escalada, esports que practica. El 2002 va escalar una paret de 8b de nivell, a la Grotta dell'Arenauta di Sperlonga. I el 2005 va fer una expedició a l'Himàlaia, amb Nives Meroi, que narra en el llibre Sulla traccia di Nives.
L'any 2011 protagonitzà, al costat de l'actriu Isa Danieli, el curtmetratge Di là dal vetro, dirigit per Andrea di Bari. Un diàleg nocturn entre un home i la seva mare, morta fa anys, en el qual s'entrellacen la guerra, les pors, la lluita política, els records familiars i les reflexions sobre la mort.
De Luca és un membre actiu del moviment No TAV. Arran de les declaracions en contra de la construcció de la línia ferroviària del TAV a la vall de Susa, fou acusat d'incitació al sabotatge i es veié immers en un judici que s'inicià el 16 de març de 2015 i conclogué el 19 d'octubre. Fou absolt. Arran d'aquest judici ha escrit el pamflet La paraula contrària, en què defensa els seus arguments i el dret a la llibertat d'expressió. Per tal de donar-li suport es van mobilitzar 65 persones destacades del cinema europeu com ara Wim Wenders, Claudio Amendola, Mathieu Amalric, Constantin Costa-Gavras i Jacques Audiard. També es van posar de part seva el president francès François Hollande, amb una petició signada fins i tot per Salman Rushdie, i molts d'altres, com la cantant Fiorella Mannoia.
El 2018, en una carta publicada a Le Monde amb Roberto Saviano, Daniel Pennac i Jean Marie Laclavetine, van demanar l'alliberament dels presos polítics catalans.

## Obres seleccionades
Algunes de les seves obres literàries són:
| Títol original                 | Any de publicació | Títol en català                | Traductor/a          |
| ------------------------------ | ----------------- | ------------------------------ | -------------------- |
| Non ora, non qui               | 1989              |                                |                      |
| Una nuvola come tappeto'       | 1991              |                                |                      |
| Aceto, arcobaleno              | 1992              | Pedres de volcà                | Joan Francesc Mira   |
| Tu, mio                        | 1999              | Tu, meu                        | Jordi Gàlvez Pasqual |
| Tre cavalli                    | 2000              | Tres cavalls                   | Pau Vidal Gavilan    |
| Montedidio                     | 2002              | Montedidio                     | Anna Casassas        |
| Il contrario di uno            | 2003              | El contrari d'un               | Pau Vidal Gavilan    |
| Il peso della farfalla         | 2009              | El pes de la papallona         | Anna Casassas        |
| Il giorno prima della felicità | 2009              | El dia abans de la felicitat   | Anna Casassas        |
| I pesci non chiudono gli occhi | 2011              | Els peixos no tanquen els ulls | Anna Casassas        |
| Il torto del soldato           | 2012              | El crim del soldat             | Albert Pejó          |
| Storia di Irene                | 2014              | Història d'Irene               | Albert Pejó          |
| La parola contraria            | 2015              | La paraula contrària           | Iban L. Llop         |
| Il più e il meno               | 2017              | El més i el menys              | Albert Pejó          |